# 篠原信一
篠原 信一（しのはら しんいち、1973年1月23日 - ）は、日本の柔道家（六段）、タレント。
兵庫県神戸市長田区出身。身長190cm、体重135kg。
得意技は大外刈り、内股、内股すかし。

## 人物
父親は建築業をしていた。10歳年下の妹がいる。30歳を過ぎる頃まで本籍地は父親の出身地である鹿児島県日置郡金峰町大坂（現：南さつま市金峰町）に置いていた。
中学入学と同時に新設された柔道部に入部して柔道を始め、育英高等学校を経て天理大学体育学部へ進学。
大学生の時に才能が開花し、外国人に負けない体格とパワー、巧みな技術によって多くの大会を制覇した。
天理大学卒業後は旭化成に入社し、2000年シドニーオリンピック100kg超級にて銀メダルを獲得する（後述する誤審判定問題を参考）。2001年から天理大学体育学部専任講師 兼 同大学柔道部監督、2003年に現役を引退した。2004年に同准教授に昇格。2008年から2012年まで柔道日本男子代表監督を歴任。2013年3月末で天理大学を退職。
野村忠宏は天理大学の後輩であり、先輩・後輩の枠を越えて仲が良い。
番組共演がきっかけで、同学年の中居正広と仲良くなり、篠原は「中居くんのおかげでイジられキャラになった」と語っている。
私生活では1995年11月に天理大学の1学年上の女性と結婚している。旭化成に所属していた時の結婚であり、最初は宮崎県延岡市内で生活していたが、試合で勝てず結果を出せなくなってくると、大学時代の恩師・正木嘉美から「天理で練習しろ」と言われ、妻を延岡に残して、天理大学寮の寮監として天理に移る。一年後には妻も天理へ来て再び同居生活を始めた。
4人の子（3男1女）の父親である。3人の息子は柔道をやっているが、篠原が息子達に対して指導することはなく「顧問の先生や、道場の先生から教わりなさい」と篠原は言っている。娘に注意したいことがある時は妻を介して間接的に注意させている。   
自宅の換気扇の下でタバコを吸いながらコーヒーを飲んでいる時が、リラックスできる時間だと語っている。

## 来歴

### 高校まで
雲雀丘中学1年の時に体格の良さを買われて柔道を始めた。しかし、遊びたい盛りでもあり、毎日辞めることばかり考えており、練習もサボっていた。中学3年の時に神戸市の大会で3位になった。「中学を卒業したら働いて、車でも買って遊ぼう」と高校への進学は考えておらず、両親もその考えに同意していたが、育英高校柔道部監督の有井克己に誘われ、育英高校へ進学することになった。
大柄な体型まかせの柔道は高校では通じず、高校時代は柔道を辞めたいと思いながらも監督の有井が怖くて辞めることが出来ず、よく殴られたりもしたとのこと。育英高校では柔道の基礎を叩き込まれ、高校2年の高校選手権の個人戦では初戦で敗れたが団体戦では5位となった。高校3年の時にはインターハイ重量級に出場するが、決勝トーナメント2回戦で大阪工大高の吉野賢治に技ありで敗れた。

### 大学まで
高校卒業後は就職する意志が強かったが、監督の有井の強い勧めで、1991年には有井と大学時代に同期だった元無差別世界チャンピオンの正木嘉美がいる天理大学へ進んで指導を受けることになった。1年の新人体重別95kg超級では5位にとどまったものの、強化選手に選ばれた。強化合宿では世界チャンピオンであるJRAの小川直也の稽古相手を務めた。
2年の優勝大会では3位となった。ジュニア体重別では決勝で大学の1年後輩である真喜志慶治に横四方固で敗れたものの、「荒削りで稚拙な面も多いが、技に秘めたパワーと、常に前に出るその姿勢は今後を楽しみにさせる逸材」と評価された。
3年の時には正力杯の初戦で東海大学1年の上水研一朗に判定で敗れるも、無差別で争われる全日本学生選手権では決勝で近畿大学3年の武村雄太を大外刈で破り全国大会で初優勝を飾った。なお、この時には畳の上でサッカーの三浦知良のカズダンスを真似た篠ダンスなるものを披露したが、周囲の指導者から注意されて、それ以降は封印することになった。一方、今回の優勝をきっかけに世界を目指す気持ちが芽生える。優勝大会でも決勝の近畿大学戦で勝利するなど、チームの5年ぶりの優勝に貢献した。だが、正力国際では決勝でドイツのフランク・モラーの払巻込で敗れて2位にとどまった。フランス国際では決勝でエストニアのインドレク・ペルテルソンの崩上四方固で敗れた。
4年の時には講道館杯決勝で日本道路公団の三谷浩一郎を有効で破って優勝した。正力杯では決勝で真喜志を効果で破って優勝すると、全日本学生選手権の決勝でも前年に続いて武村を大外刈で下して学生2冠を達成した。優勝大会では決勝の近畿大学戦において警告で勝利するも、チームは2位に終わった。ワールドカップ国別団体戦では3位になった。嘉納杯では準決勝でモラーに1-2の判定で惜敗して3位だった。続く講道館杯では決勝で小川を3-0の判定で破り優勝した。フランス国際の決勝では世界チャンピオンである地元フランスのダビド・ドゥイエを内股の有効で破って優勝を飾った。翌週のオーストリア国際では準決勝でマルナカの増地克之に技ありで敗れて3位だった。

### 大学卒業後
1995年には大学を卒業して旭化成の所属となった。全日本選手権に初出場すると、準決勝で会社の2年先輩で86kg級の世界チャンピオンである中村佳央と対戦することになった。この試合では序盤、中村を崩袈裟固で抑えこむが11秒で逃した。終盤には中村の小外刈に内股で応じたところを中村が裏投げ風に切り替えして両者ほぼ同体で倒れこんだ。最初は中村の有効ポイントになるも、主審の川口孝夫によって篠原のポイントに訂正されて、結局篠原の勝利となった。この一戦は技を仕掛けた中村のポイントではないかとの声もあり、篠原自身も「あの試合は負けていたようなものだからラッキー」とコメントした。決勝では気持ちの整理が付かない状況で小川と対戦すると、支釣込足から腕挫腕固を極められて寝技に持ち込まれると、横四方固で一本負けして2位にとどまった。選抜体重別では準決勝で増地に判定で敗れて3位に終わるものの、世界選手権代表に選出された。世界選手権では無差別に出場すると、準決勝でロシアのセルゲイ・コソロトフに開始30秒の大内刈で敗れるも、3位決定戦でベルギーのハリー・ファンバルネベルトを内股すかしで破って3位になった。その後、天理大学のハンドボール部員だった女性と結婚した。続くアジア選手権では95kg超級と無差別の2階級制覇を達成した。講道館杯では準々決勝で金野潤に内股すかしで敗れた。
1996年のドイツ国際では初戦で敗れると、選抜体重別では準決勝で小川に注意で敗れて3位、全日本選手権でも3回戦で三谷に内股すかしで敗れるなどして結果を残せず、1996年アトランタオリンピック代表にはなれなかった。その後、マルセイユ国際で優勝すると、嘉納杯では決勝で三谷を大外刈で破って優勝した。
1997年のロシア国際では初めてカラー柔道着を着用して大会に出場するものの、2回戦で地元ロシアのタメルラン・トメノフから有効を3つも取られて敗れるが、敗者復活戦を勝ち上がって3位になった。フランス国際では5試合オール一本勝ちして2年ぶり2度目の優勝を飾った。選抜体重別では決勝で警視庁の真喜志を効果で破って初優勝するも、全日本選手権では3回戦でJRAの賀持道明に判定で敗れたが、世界選手権代表に選出された。東アジア大会では優勝を飾った。世界選手権では3回戦でトメノフを大外刈で破るなどして決勝まで進むと、地元のドゥイエと対戦することになった。この試合では常に前に出て積極的に攻める姿勢を見せていたにもかかわらず、逆に指導ポイントを取られると、終盤には反則負けとなる不可解な敗戦を喫した。「試合に負けて勝負に勝った」とも評される一戦となった。講道館杯の100kg超級決勝では、大学の2年先輩となる新日鉄広畑の養父直人を体落で破って優勝した。
1998年の選抜体重別では大学の4年後輩となる村元辰寛を内股で破って優勝した。全日本選手権では東海大学2年の井上康生と対戦し合技で破って初優勝を飾り、続くワールドカップ国別団体戦でも優勝した。アジア大会では左膝を負傷しながらも、決勝でイランのマフムード・ミランを内股すかしで破って優勝した。
1999年の選抜体重別では決勝で明治大学1年の棟田康幸を効果で破って優勝した。天覧試合となった全日本選手権では、大会史上最年少の18歳で決勝まで勝ち上がってきた棟田を大外刈の技ありで破って2連覇を飾った。世界選手権の100kg超級では決勝でペルテルソンと対戦すると、警告でリードされるも終盤に大外刈を決めて優勝した。無差別の決勝ではトルコのセリム・タタログルを内股で破った。今大会では総計11試合のうち10試合で一本勝ちする圧倒的強さで、山下泰裕、小川、ドゥイエに次ぐ史上4人目の世界選手権での2階級制覇を達成することになった。

### シドニーオリンピック
2000年の選抜体重別では会社の後輩でもある村元を技ありで破って優勝すると、全日本選手権では決勝で井上を警告で破って大会3連覇を飾り、2000年シドニーオリンピック代表に選出された。シドニーオリンピックでは準決勝でトメノフと対戦すると、ポイントをリードされるも大外刈で逆転勝ちした。決勝ではドゥイエと対戦すると、1分半過ぎに篠原の内股すかしが決まったと思われたものの、逆にそれがドゥイエの有効ポイントと判断された。その後ドゥイエは注意を受けてポイントで並ぶものの、終盤にドゥイエが内股返で有効を取り返したために有効1つの差で篠原が敗れることになった。終了直後に監督の山下泰裕が篠原の内股すかしは篠原の一本であったとして抗議したものの、IJF試合審判規定にある「一度審判員が判定を下して畳から離れたらその判定を変えることはできない」という条項に抵触することもあって、結果として抗議が受け入れられることはなかった（詳しくは次節の「誤審判定問題」を参照のこと）。

### 五輪後〜引退
2001年の選抜体重別では会場でドゥイエが見つめる中、村元を技ありで破って大会5連覇を達成したが、全日本選手権では決勝で井上に判定で敗れて4連覇はならなかった。世界選手権では準々決勝でロシアのアレクサンドル・ミハイリンに開始早々の隅返で敗れるが、敗者復活戦を勝ち上がって3位になった。さらに国体成年男子の部には奈良県代表として出場するも、準決勝で東京都代表の田村和也に内股すかしで敗れた。
2001年には旭化成を退社すると、天理大学体育学部専任講師 兼 柔道部監督に就任した。
2003年には約1年半ぶりの試合となる全日本選手権に出場するが、準決勝で鈴木桂治に1-2の判定で惜敗して3位に終わり、その後現役引退を表明した。

## シドニー五輪決勝 誤審判定問題
シドニー五輪100kg超級決勝で、フランスのドゥイエと対戦した際にドゥイエが内股を仕掛けてきたのに対して篠原は内股すかしで返した。これに対して、主審はドゥイエの有効と判定した。副審の一人は篠原の一本と判定したものの、もう一人の副審が主審の判定を支持したためドゥイエに有効が与えられた。本来であれば、副審の一人が篠原の一本と判定したように、返し技の内股すかしが決まっているため、篠原の勝利すなわち金メダルと見られていた。
山下泰裕選手団監督は審判委員から審判団の再協議を申し出られたにもかかわらず、フランス語の分からない山下選手団監督はそれに気づかず試合の継続を許した。
その後、ドゥイエが注意を受けたことにより、篠原に有効が与えられ両者のポイントが並んだが、さらにその後、ドゥイエが再び技で有効を奪いそのまま試合は終了、有効一つの差でドゥイエの優勢勝ちとなった。
試合後、山下選手団監督及び日本選手一同が猛抗議したが、試合場から審判が離れた後は判定は覆らないという国際柔道連盟試合審判規定第19条により、ドゥイエの金メダルが確定した。 
この結果に対して、日本では柔道関係者、マスコミともに誤審と断定して審判を批判した。中には主審を務めたクレイグ・モナガンやニュージーランド柔道連盟（主審の出身国）に脅迫まがいの電子メールを送りつける者までいた。後に国際柔道連盟は正式にこの試合において誤審があったことを認めた。ただし、正しい判断は篠原の一本ではなく、両者どちらにもポイントを与えないというものだった。
篠原は、「審判もドゥイエも悪くない。誤審？全て自分が弱いから負けたんです」とそれ以上言明せず、潔く引き下がった。篠原はこの試合の敗因は問題となった判定そのものではなく、その後に気持ちを切り替えて残りの時間で逆転することができなかった自身の弱さであると主張している。
この事件以後、国際柔道連盟では誤審防止や判定の難しいケースに備えてビデオ判定を導入し、ルールの徹底と試合判定の明確化に力を入れるようになった。また、現在のジュリー制度のきっかけとなった試合でもある。
なお、この問題の3年前にドゥイエの地元・フランスで開催された世界柔道選手権大会の決勝でも二人は対戦しているが、この時も不可解な判定でドゥイエが勝利している。この件に関しても日本側は抗議したが、これは大きく問題視されることはなかった。

## 引退後
天理大学准教授 兼 同大学柔道部監督として後進の指導の他、柔道国際大会での解説や関連番組へのゲスト出演を行った。
2008年11月4日には2008年北京オリンピックで金メダル2個を獲得して五輪後に勇退した斉藤仁監督の後任として柔道男子日本代表監督に就任した。篠原は現役引退後は代表監督就任まで日本代表コーチの経験がなく、異例の代表コーチ未経験での代表監督就任となった。天理時代からの愛弟子である穴井隆将や西山大希、森下純平、上川大樹などの新鋭を発掘し、マンツーマン指導により強豪選手へと育て上げた。2010年世界選手権ではその新鋭たちの活躍により日本男子の獲得メダル数は過去最大となった。だが、2012年ロンドンオリンピックでは日本男子史上初の金メダル0個という結果に終わった。篠原は「これは私の責任。特に選手に対して申し訳なく思っています」とコメントし、進退について全日本柔道連盟に一任した。吉村和郎強化委員長は続投に強い支持を表明し、自身も続投に前向きの姿勢を示していたが、10月に入ると続投を固辞する姿勢を見せるようになり結果として辞任することになった。
2013年3月末に天理大学を退職した。大学を辞めた理由は柔道界の不祥事とは関係がなく、元々柔道指導者は柄に合っていないと考えていた（後述）ことや40歳になったことをきっかけに妻を代表取締役とする産業廃棄物処理会社で一般廃棄物、医療廃棄物、産業廃棄物及びリサイクル物処理業務関連の仕事に取り組むことになったため（役職は専務）。
そのかたわら、柔道の解説者としてテレビ出演を開始、関係者の働きかけもありタレントに転身。バラエティ番組にも出演するようになる。これを機に、それまで封印していた先述のオリンピックの結果などについても、話すことが出来るようになった。2015年に「ベスト傾奇ニスト2015」を受賞している。
2016年リオデジャネイロオリンピックで井上康生監督率いる男子柔道日本代表が金メダル2つを含む全階級でメダルを獲得したことで、篠原の監督としての力量が再び問われることとなった。篠原自身も自虐的に「前回の監督と違って、素晴らしいとしか言いようがない」「前の監督は何してたんや！」と述べている。篠原の代表監督としての指導はただ怒鳴るだけで、選手からは「アイツ」呼ばわりされていたと報道され、篠原本人も後年「（当時の自分は）根性論だけの指導でした」「自分は厳しい練習から磨かれた反骨心でオリンピックに出れるようになった選手。その経験からハイレベルの選手同士の争いでは最終的に気持ちがものをいうことを伝えたかったのだけど、十分に伝えられなかった」とそれを認めている。そして短いスパンで変化する時代の流れや、井上が行ったような選手の気質を敏感に悟って指導法を変えるという対応ができなかったことを挙げ、自身は指導者に向いていなかったと結論付けている。
奈良県に住んでからは関西圏でのテレビ出演も多いが、2018年には将来の移住も視野に長野県安曇野の古民家を購入しており、同県での仕事も増えている。2021年10月には安曇野市スポーツ大使に委嘱されている。2024年現在も安曇野に在住。ブルーベリー農園「しのふぁ～む」を経営している。

## 主な戦歴
95kg超級での戦績
- 1990年 - 高校選手権 団体戦 5位[5]
- 1993年 - 全日本学生選手権 優勝[5]
- 1993年 - 優勝大会 優勝[5]
- 1994年 - 講道館杯 優勝[4]
- 1994年 - 嘉納杯（95kg超級）3位[4]
- 1995年 - フランス国際 優勝[4]
- 1995年 - 全日本選手権 2位[4]
- 1995年 - 全日本選抜体重別 3位[4]
- 1995年 - 世界選手権（無差別）3位[4]
- 1995年 - アジア選手権 95kg超級 優勝 無差別 優勝[4]
- 1996年 - 全日本選抜体重別 3位[4]
- 1996年 - 嘉納杯（95kg超級）優勝[4]
- 1997年 - フランス国際 優勝[4]
- 1997年 - 全日本選抜体重別 優勝[4]
- 1997年 - 講道館杯 優勝[4]

100kg超級での戦績
- 1998年 - 全日本選抜体重別 優勝[4]
- 1998年 - 全日本選手権 優勝[4]
- 1999年 - 全日本選抜体重別 優勝[4]
- 1999年 - 全日本選手権 優勝[4]
- 1999年 - バーミンガム世界選手権（100kg超級・無差別）優勝[4]
- 2000年 - 全日本選抜体重別 優勝[4]
- 2000年 - 全日本選手権 優勝[4]
- 2000年 - シドニーオリンピック（100kg超級）2位[3]
- 2001年 - 全日本選抜体重別 優勝[4]
- 2001年 - 全日本選手権 2位[4]
- 2001年 - ミュンヘン世界選手権（100kg超級）3位[4]
- 2003年 - 全日本選手権 3位[4]

## 受賞
- 1999年度JOCスポーツ賞最優秀賞[40]
- 第10回ベスト・プラウド・ファーザー賞in関西 芸能部門（2016年）[41]
- 第16回ビートたけしのエンターテインメント賞・新人賞（2016年）[42]

## 出演

### テレビ番組
- ネプリーグ (フジテレビ)[43][44][45][46][47][48][49][50][51][52]
- ライオンのグータッチ（フジテレビ） - グータッチサポーター
- 水野真紀の魔法のレストランR（2016年 - 2017年、毎日放送）
- まちけん参上!〜あなたの街のおもしろ検定〜（2016年 - 2020年、NHK大阪放送局） - パネラー。番組タイトルが『みんな すきやねん!』であった頃から出演[53]。
- 戦え!スポーツ内閣（2016年10月5日 - 、毎日放送） - 柔道大臣（準レギュラー） [54]
- ちょっと福岡行ってきました! 篠原＆前園の出たとこ勝負！（2017年、TVQ九州放送） - 当時ラジオで共演していた前園真聖と旅人役で出演。
- ニッポンど真ん中!（2017年、中部地方のTBS系列6局ブロックネット番組） - 2017年度の旅人

### テレビドラマ
- シリーズ・江戸川乱歩短編集 1925年の明智小五郎 屋根裏の散歩者（2016年、NHK BSプレミアム） - 郷田三郎 役[55]

### 劇場アニメ
- ポケモン・ザ・ムービーXY 光輪の超魔神 フーパ（2015年） - ヒポポタス 役
- 夜明け告げるルーのうた（2017年） - ルーのパパ 役[56]

### 映画
- セカイイチオイシイ水〜マロンパティの涙〜（2019年） - 篠川 役
- ゴーストマスター（2019年） - 鈴木敦 役

### ゲーム
- 龍が如く 極（2016年、セガゲームス） - 本人 役

### ラジオ
- 篠園音楽堂（2016年10月 - 2019年3月、JFN系ネット） - 元サッカー選手の前園真聖と共演。

### CM
- スパワールド世界の大温泉（2015年） - 夏季の広告イメージキャラクター[57]
- サントリー「プレミアムボス 微糖」（2015年）[58]
- ポッカサッポロフード&ビバレッジ「がぶ飲みしりーず」（2016年）[59]
- グリーンオート安曇野（2020年） - 長野県ローカル
- マル井のわさび（2021年）

### MV
- 小林幸子「ロミオとシンデレラ」（2016年）[60]

### その他
- 別府競輪誘客プロモーションキャラクター（2018年）[61]